# Политичка репресија у Совјетском Савезу
Током историје Совјетског Савеза десетине милиона људи је претрпело политичку репресију, која је била инструмент државе од периода Октобарске револуције. Кулминирала је током Стаљинове ере, затим је опала, али је репресија наставила да постоји током „Хрушчовљевог одмрзавања“, што је праћено појачаним прогоном совјетских дисидената током Брежњевљеве владавине и репресија није престала све до касне владавине Михаила Горбачова када је завршио у складу са својом политиком гласности и перестројке.

## Порекло и рано совјетско доба
Тајна полиција је имала дугу историју у царској Русији. Иван Грозни је користио Опричину, док су у скорије време постојали Трећи одсек и Охрана.

## Црвени терор
Црвени терор је настао након покушаја атентата на Владимира Лењина и вођу Петроградске Чеке Мојсеја Урицког, од којих је последњи био успешан. Црвени терор је направљен по узору на јакобинску диктатура за време Француске револуције и настојао је да елиминише политичко неслагање, опозицију и све друга претња бољшевичкој моћи. У ширем смислу, термин се обично примењује на бољшевичку политичку репресију током грађанског рата (1917–1922), за разлику од белог терора који је спроводила Бела армија (руске и неруске трупе супротстављене бољшевицима) против својих политичких непријатеља, укључујући бољшевике.
Процене укупног броја жртава бољшевичке репресије увелико варирају и по броју и по обиму. Један извор процењује да је из свих разлога укупан број жртава репресије и кампања пацификације 1,3 милиона, док други даје процене о 28.000 погубљења годишње од децембра 1917. до фебруара 1922. Процене за број људи стрељаних током почетног периода Црвеног терора су најмање 10.000. Процене за цео период иду од најнижих од 50.000 до највиших од 140.000 и 200.000 погубљених. Најпоузданије процене о укупном броју погубљења износе око 100.000.

## Колективизација
Колективизација у Совјетском Савезу је била политика, вођена између 1928. и 1933., да се појединачна земља и радна снага консолидују у колективне фарме (рус. колхо́з, колхоз, множина колхози). Совјетски лидери су били уверени да ће замена индивидуалних сељачких фарми колхозима одмах повећати залихе хране за градско становништво, снабдевање сировинама за прерађивачку индустрију и извоз пољопривреде уопште. Колективизација се стога сматрала решењем за кризу пољопривредне дистрибуције (углавном у испоруци жита) која се развила од 1927. године и која је постајала све акутнија како је Совјетски Савез гурао напред са својим амбициозним програмом индустријализације. Пошто се сељаштво, са изузетком најсиромашнијег дела, опирала политици колективизације, совјетска власт је прибегла оштрим мерама да примора земљораднике на колективизацију. У разговору са Винстоном Черчилом, Стаљин је дао процену броја „кулака“ који су били репресивни због отпора совјетској колективизацији на 10 милиона, укључујући и оне који су насилно депортовани. Недавни историчари процењују број погинулих у распону од шест до 13 милиона.

## Велика чистка
Велика чистка (рус. Большая чистка) је била серија кампања политичке репресије и прогона у Совјетском Савезу које је оркестрирао Јосиф Стаљин 1937–1938. То је укључивало чистку Комунистичке партије Совјетског Савеза, репресију над сељацима, депортације етничких мањина и прогон неповезаних лица, што је карактерисало распрострањен полицијски надзор, распрострањена сумња у „саботере“, затварање и убиства. Процене броја смртних случајева повезаних са Великом чистком крећу се од званичне бројке од 681.692 на скоро 1 милион.

## Трансфери становништва
Трансфер становништва у Совјетском Савезу може се поделити у следеће широке категорије: депортације „антисовјетских“ категорија унутар становништва, које су често класификоване као „непријатељи радника“; депортације националности; трансфер радне снаге; и организоване миграције у супротним правцима у циљу попуњавања етнички очишћених територија. У већини случајева њихова одредишта су била недовољно насељена и удаљена подручја (погледајте Недобровољна насеља у Совјетском Савезу).

## Гулаг
Гулаг је „био огранак Државне безбедности који је управљао казненим системом логора принудног рада и повезаних заточеничких и транзитних логора и затвора. Док су у овим логорима били смештени криминалци свих врста, систем Гулага је постао првенствено познат као место за политичке затворенике и као механизам за сузбијање политичке опозиције совјетској држави.“

## Репресије на анектираним територијама
Током првих година Другог светског рата, Совјетски Савез је анектирао неколико територија у источној Европи као последицу немачко-совјетског пакта и његовог Тајног додатног протокола.

### Балтичке државе
У балтичким земљама, Естонији, Летонији и Литванији, репресије и масовне депортације вршили су Совјети. Упутство „О процедури за спровођење депортације антисовјетских елемената из Литваније, Летоније и Естоније“ садржало је детаљне процедуре и протоколе које треба поштовати при депортацији балтичких држављана. Такође су успостављени јавни судови за кажњавање „издајника народа”: оних који нису испунили „политичку дужност” да гласају за своје земље у СССР. У првој години совјетске окупације, од јуна 1940. до јуна 1941., број потврђених погубљених, регрутованих или депортованих процењује се на најмање 124.467: 59.732 у Естонији, 34.250 у Летонији и 30.485 у Литванији. То је укључивало 8 бивших шефова држава и 38 министара из Естоније, 3 бивша шефа држава и 15 министара из Летоније, а тадашњи председник, 5 премијера и 24 друга министра из Литваније.

## Пост-Стаљиново доба (1953–1991)
Након Стаљинове смрти, сузбијање неслагања је драматично смањено и такође је попримило нове облике. Унутрашњи критичари система осуђени су за антисовјетску агитацију, антисовјетску клевету или су оптужени да су „друштвени паразити“ . Други критичари су били оптужени да су психички болесни, били су оптужени да имају трому шизофренију и затварани у „психушке“, односно душевне болнице које су совјетске власти користиле као затворе. Одређени број истакнутих дисидената, укључујући Александра Солжењицина, Владимира Буковског и Андреја Сахарова, послат је у унутрашње или спољно изгнанство.

## Процене умрлих
Процене о броју смртних случајева који се могу приписати Јосифу Стаљину увелико варирају. Неки научници тврде да евиденција погубљења политичких затвореника и етничких мањина није ни поуздана ни потпуна; други тврде да архивски материјали садрже непобитне податке далеко супериорније од извора који су коришћени пре 1991. године, као што су изјаве емиграната и других доушника. Историчари који су радили након распада Совјетског Савеза процењују да се укупан број жртава креће од приближно 3 милиона до скоро 9 милиона. Неки научници и даље тврде да би број умрлих могао бити у десетинама милиона.

## Рачунајући губитке
Године 2011., историчар Тимоти Д. Снајдер, након оцењивања 20 година историјског истраживања у источноевропским архивима, тврди да је Стаљин намерно убио око 6 милиона (попевши се на 9 милиона ако се узму у обзир предвидиве смрти које су произашле из политике).
Објављивање раније тајних извештаја из совјетских архива 1990-их указује да је жртва репресије у Стаљиново доба било око 9 милиона људи. Неки историчари тврде да је број мртвих био око 20 милиона на основу сопствене демографске анализе и датумских информација објављених пре објављивања извештаја из совјетских архива. Амерички историчар Ричард Пајпс је приметио: „Пописи су открили да се између 1932. и 1939. године — то јест, после колективизације, али пре Другог светског рата — становништво смањило за 9 до 10 милиона људи. У свом најновијем издању Великог терора (2007), Роберт Конквест наводи да, иако тачни бројеви можда никада неће бити познати са потпуном сигурношћу, најмање 15 милиона људи је убијено „од читавог низа терора совјетског режима“. Рудолф Рамел је 2006. рекао да су раније веће процене укупног броја жртава тачне, иако он укључује и оне које је убила влада Совјетског Савеза иу другим источноевропским земљама. Насупрот томе, Ј. Арч Гети и други историчари инсистирају да је отварање совјетских архива потврдило ниже процене које су изнели „ревизионистички“ научници. Симон Себаг Монтефјоре је 2003. године сугерисао да је Стаљин на крају одговоран за смрт најмање 20 милиона људи.
Неке од ових процена делимично се ослањају на демографске губитке. Конквест је објаснио како је дошао до своје процене: „Предлажем око једанаест милиона до почетка 1937, и око три милиона током периода 1937–38, што чини укупно четрнаест милиона. Једанаест и кусур милиона се лако може закључити из неспорног дефицита становништва приказаног на пригушеном попису из јануара 1937, од петнаест до шеснаест милиона, правећи разумне претпоставке о томе како је ово подељено између дефицита рођених и смрти.“
Неки историчари такође сматрају да су званични архивски подаци категорија које су забележиле совјетске власти непоуздане и непотпуне. Поред неуспеха у вези са свеобухватним снимцима, као један додатни пример, канадски историчар Роберт Гелатели и британски историчар Сајмон Себаг Монтефјоре тврде да многи осумњичени који су претучени и мучени на смрт док су били у „истражном притвору” вероватно нису били убројани међу погубљене. Насупрот томе, аустралијски историчар Стивен Г. Виткрофт тврди да је пре отварања архива за историјска истраживања „наше разумевање размера и природе совјетске репресије било изузетно лоше“ и да су неки стручњаци који желе да задрже раније високе процене о Стаљинистички број мртвих се „тешко прилагођава новим околностима када су архиве отворене и када има много непобитних података“ и уместо тога „држе се на својим старим совјетолошким методама са кружним прорачунима заснованим на чудним изјавама емиграната и други доушници за које се претпоставља да имају супериорно знање“.
Жртве репресије и глади
| Догађај                            | Број умрлих            | Референце                                                   |
| ---------------------------------- | ---------------------- | ----------------------------------------------------------- |
| 1 - Црвени терор                   | 50,000 - 200,000       | [ 44 ] [ 45 ]                                               |
| 2 - Декулакизација                 | 389,521 - 600,000      | [ 46 ] [ 47 ]                                               |
| 3 - Гулази                         | 1,053,829 - 2,500,000  | [ 48 ] [ 49 ]                                               |
| 4 - Велика чистка                  | 683,692 - 855,000      | [ 50 ] [ 51 ]                                               |
| 5 - Депортација националних мањина | 450,000 - 800,000      | [ 52 ] [ 53 ]                                               |
| А - Репресије мимо глади           | 2,627,042 - 4,955,000  | Збир 1-5                                                    |
| 6- Совјетска глад 1932–1933.       | 5,700,000 - 8,700,000  | [ 54 ] [ 55 ] [ 56 ]                                        |
| 7- Совјетска глад 1946-1947.       | 500,000 - 2,000,000    | [ 57 ] [ 58 ]                                               |
| Б - Умрли од глади                 | 6,200,000 - 10,700,000 | Збир претходних навода                                      |
| Укупно                             | 8,827,042 - 15,655,000 | Збир претходних навода (Оквирно 70% људи је умрло од глади) |

## Сећање на жртве
Дан сећања на жртве политичке репресије (День памати жертв политичких репресија) званично се одржава 30. октобра у Русији од 1991. године. Обележава се иу другим бившим совјетским републикама са изузетком Украјине, која има свој годишњи Дан сећања на жртве политичких репресија совјетског режима, који се одржава сваке године треће недеље маја.
Чланови друштва Меморијал су узели активно учешће у оваквим комеморативним скуповима. Од 2007. Меморијал такође организује целодневну церемонију „Враћање имена“ на Соловецком камену у Москви сваког 29. октобра.
Зид туге у Москви, отворен у октобру 2017. године, први је руски споменик наређен председничким декретом за људе убијене током стаљинистичких репресија у Совјетском Савезу.